# W-NAO (アルバム)
『W-NAO』（ダブルナオ）は、女優の網浜直子と飯島直子による音楽ユニット・W-NAOのカバー・アルバム。1992年7月22日に、テイチクエンタテインメント／Bi-ta-mingから発売された。

## 制作
女優の網浜直子と飯島直子による音楽ユニット・W-NAOの唯一のアルバムで、全曲通してB'zのカバー曲を収録されている。

## リリース
1992年7月22日に、テイチクレコードのBi-ta-mingレーベルからシングル「君の中で踊りたい」と同時発売された。

## 批評
| 専門評論家によるレビュー | 専門評論家によるレビュー |
| レビュー・スコア         | レビュー・スコア         |
| 出典                     | 評価                     |
| ------------------------ | ------------------------ |
| CDジャーナル             | 肯定的                   |

『CDジャーナル』は、「全体にアレンジ&テンポを緩めにして言葉の歯切れを良く伝えているのが特徴」と指摘し「ヴォーカルが予想よりずっと、しっかりしている」と肯定的な評価をしている。

## 収録曲
| 全作詞: 稲葉浩志、全作曲: 松本孝弘。 |                             |           |            |          |      |
| #                                    | タイトル                    | 作詞      | 作曲・編曲 | 編曲     | 時間 |
| 1.                                   | 「君の中で踊りたい」        | 稲葉浩志  | 松本孝弘   | 池田大介 | 3:46 |
| 2.                                   | 「太陽のKomachi Angel」     | 稲葉浩志  | 松本孝弘   | 池田大介 | 4:19 |
| 3.                                   | 「ALONE」                   | 稲葉浩志  | 松本孝弘   | 増田隆宣 | 6:00 |
| 4.                                   | 「VAMPIRE WOMAN」           | 稲葉浩志  | 松本孝弘   | 増田隆宣 | 4:57 |
| 5.                                   | 「LADY NAVIGATION」         | 稲葉浩志  | 松本孝弘   | 増田隆宣 | 4:19 |
| 6.                                   | 「今では…今なら…今も…」     | 稲葉浩志  | 松本孝弘   | 大堀薫   | 5:01 |
| 7.                                   | 「HEY BROTHER」             | 稲葉浩志  | 松本孝弘   | 大堀薫   | 3:52 |
| 8.                                   | 「孤独のRunaway」           | 稲葉浩志  | 松本孝弘   | 池田大介 | 5:03 |
| 9.                                   | 「HOT FASHION〜流行過多〜」 | 稲葉浩志  | 松本孝弘   | 池田大介 | 4:15 |
| 10.                                  | 「HURRY UP!」               | 稲葉浩志  | 松本孝弘   | 池田大介 | 3:54 |
| 11.                                  | 「もう一度キスしたかった」  | 稲葉浩志  | 松本孝弘   | 大堀薫   | 4:39 |
| 合計時間:                            | 合計時間:                   | 合計時間: | 50:05      |          |      |

## 参加ミュージシャン
- Keyboard & Synthesizer Programming : 池田大介, 増田隆宣, 大堀薫
- Guitar : 増崎孝司 (by the Courtesy of BMG Victor), 鈴木英俊, 佐々木章
- Chorus : 坪倉唯子 (by the Courtesy of BMG Victor), 牧穂エミ, 大黒摩季 (by the Courtesy of TM Factory［TOSHIBA EMI］)

## リリース日一覧
| リリース日    | レーベル                     | 規格 | 規格品番   |
| ------------- | ---------------------------- | ---- | ---------- |
| 1992年7月22日 | テイチクレコード／Bi-ta-ming | CD   | TECA-30395 |